# Tucupita
San José de Tucupita és una ciutat veneçolana, capital del municipi Tucupita i de l'estat Delta Amacuro. Fou fundada el 13 de juliol de 1848 per gent oriünda de l'Illa Margarita. Aquesta ciutat experimentà un gran auge a partir de 1933 gràcies a l'explotació petroliera que es va mantenir fins a començaments de la dècada de 1960. En l'actualitat s'han instal·lat serveis administratius i comercials, pel que Tucupita concentra el 84 % dels habitants del municipi. Per a 2011 comptava amb 86 487 habitants. Contrasta la integració entre la cultura ancestral dels waraos i la mestissa formada a partir del descobriment del territori veneçolà per part de Cristóbal Colón.